# Francisco Zamora Padilla
Francisco Zamora Padilla (Masaya, Nicaragua, 22 de noviembre de 1890 — Ciudad de México, 23 de noviembre de1985) fue un periodista, sindicalista, y escritor de tendencia marxista. 
Fue designado Profesor Emérito de la Escuela Nacional de Economía (hoy Facultad de Economía) de la Universidad Nacional Autónoma de México (UNAM) el 28 de enero de 1963. A inicios de 1935, siendo colaborador del diario El Universal, participó en una polémica con el doctor Antonio Caso, al arremeter este en contra de los artículos sobre la teoría del materialismo histórico que Francisco Zamora había publicado.

## Biografía

### Inicios
Originario de Nicaragua nació en Masaya el 4 de octubre de 1890. Francisco mientras estuvo en Masaya editó en el periódico El Eco en 1905, En 1908 emigró a México, asentándose en la Ciudad de México donde finalizó su bachillerato en la Escuela Nacional Preparatoria. En 1910 ingresó a la Escuela Nacional de Jurisprudencia y comenzó a colaborar en el periódico El Constitucional. Con el estallido de la Revolución Mexicana, Zamora tuvo que interrumpir sus estudios.
Al triunfo del movimiento maderista se convirtió en colaborador (bajo el seudónimo de Jerónimo Cognard) de El Noticioso; El Diario Oficial; Diario del Hogar y Nueva Era. Fundador de El Gladiador y Excélsior, durante su tiempo como periodista dedicó gran parte de su labor a cuestiones sociales y económicas. Fue naturalizado como ciudadano mexicano en 1925.

### Labor académica
En 1935 fue nombrado profesor de la UNAM en la Escuela Nacional de Economía al crearse la licenciatura en Economía en la universidad, dentro se le asignó la cátedra de Teoría Económica, su estancia como profesor en lo que llegaría a ser la Facultad de Economía sería de 35 años, tiempo en el que intervino en la formulación de planes y programas de estudio, además de pertenecer a la Comisión Coordinadora de la Escuela Nacional de Economía. El 28 de enero de 1963 fue designado Profesor Emérito de la Escuela.

### Polémica Antonio Caso-Lombardo Toledano
En el periódico El Universal escribió la columna Apuntes al natural (1918-1948), bajo el seudónimo de Zeta. Además de servir como secretario de redacción, cronista, editorialista y articulista en este mismo periódico, fue desde esas mismas páginas que inició la polémica con Antonio Caso al publica el artículo «El dilema del socialismo materialista», que es contestado por Zamora el 24 de diciembre de 1934 con el artículo «Un dilema sin cuernos». Debido a que la discusión volvía a tomar las características de la polémica en torno a la educación socialista y la libertad de cátedra que había sucedido en 1933, Vicente Lombardo Toledano intervine en la polémica. Francisco Zamora continuó el intercambio hasta el 4 de marzo de 1935 en que Zamora publica su artículo «El Ocaso de una semipolémica» momento en que la polémica se centra entre la disputa de Lombardo y Caso. La discusión dio como resultado el libro Idealismo vs Materialismo Dialéctico: Caso-Lombardo.
La polémica se caracterizó por agresiva, irónica y apasionada. Lo que se está debatiendo es la impugnación (por parte de Caso) y la defensa, por parte de Zamora y Lombardo, del marxismo y del socialismo.

## Obras
- Elementos de Economía Teórica (1946), Editorial América, México.
- El Tratado de Teoría Económica, (1953), Fondo de Cultura Económica, México.
- Introducción a la dinámica económica , (1958), Fondo de Cultura Económica, México.
- El salario mínimo.
- El Karl Marx de Laski y La lucha contra el salario.
- La sociedad económica moderna. Capitalismo, planeación y desarrollo. (1966), Fondo de Cultura Económica, México.